# کونینکانتاممی
کونینْکانْتامْمی (به فنلاندی: Kaarela) یک منطقهٔ مسکونی در فنلاند است که در هلسینکی غربی واقع شده‌است. کونینکانتاممی ۹٫۴۶ کیلومتر مربع مساحت و ۲۶٬۴۱۴ نفر جمعیت دارد.